# Pigniczki Fanni
Pigniczki Fanni (Budapest, 2000. január 23. –) világbajnoki bronzérmes magyar ritmikus tornász.

## Sportpályafutása
A ritmikus gimnasztikát ötéves korában kezdte el.
A 2014-es junior Európa-bajnokságon csapatban 11. lett. A következő évi junior kontinens bajnokságon kéziszer csapatban tizedik helyen végzett.
A 2017-es felnőtt Eb-n labdával 18., szalaggal 17., a kombinált csapatversenyben 8. lett. A 2017-es világbajnokságon 55,950-es teljesítménnyel a selejtezőben a 32. helyen végzett, így nem jutott döntőbe. Az egy évvel későbbi Európa-bajnokságon összetettben a 16. helyen végzett és ezzel kvalifikálta magát a 2019-es Európai Játékokra. A 2019-es Európa-bajnokságon összetettben tizennyolcadikként zárt. A Minszkben rendezett Európa-játékokon egyéni összetettben a 12. helyen végzett, 65,850 pontos teljesítménnyel. Ezt követően az universiadén összetettben kilencedik, karikával és szalaggal nyolcadik helyezést ért el. Ugyanebben az évben a világbajnokságon bejutott az összetett döntőbe, ott pedig a 21. helyen végzett. A 2020-as Európa-bajnokságon 11. lett egyéni összetettben. Az egy évvel későbbi kontinenstornán egyéni összetettben 10. helyen végzett 97,250-es eredménnyel, ezzel pedig olimpiai kvótát szerzett. Pigniczki Fráter Viktória 2000-es sydney-i szereplése óta az első magyar ritmikus tornász, aki olimpiai kvalifikációt ért el. A tokiói ötkarikás játékokon 20. helyen végzett a selejtezőben, így nem jutott be a döntőbe. Az októberi világbajnokságon a 14. helyezést szerezte meg.
2022 februárjában lábközépcsont-törést szenvedett. A júniusi Európa-bajnokságon 14. helyen végzett összetettben. A szeptemberi világbajnokságon kilencedik lett összetettben, nyolcadik szalaggal.
A 2023-as világbajnokságon karikával 3. lett, ezzel ismét olimpiai kvótát szerzett. Pigniczki a magyar ritmikus gimnasztika máodik világbajnoki érmese lett Patocska Mária 1973-as, szintén karikéával elért bronzérmét követően.
A 2024-ben Budapesten rendezett Európa-bajnokságon 2. lett labdával, ezzel a magyar ritmikus gimnasztika első kontinensbajnoki érmét szerezve. A 2024-es párizsi olimpián 12. helyen végzett az egyéni összetettben, 127.350 ponttal.

## Díjai, elismerései
- Az év magyar ritmikus gimnasztikázója: 2018,[24] 2019,[25] 2020,[26] 2021,[27] 2022,[28] 2023,[29] 2024[30]

## Magánélete
Nagyapja Pigniczki László világbajnoki ezüstérmes asztaliteniszező.